# Аргус (аргонавт)
Вижте пояснителната страница за други значения на Аргус.
Аргос (или Арг) (на гръцки: Ἄργος; на латински: Argos) е в древногръцката митология един от героите на сагата за аргонавтите. Той построява кораба Арго – легендарния бърз кораб, с който аргонавтите се отправят да търсят Златното руно.
Арг е син на цар Фрикс и Халкиопа. Майка му е малката дъщеря на Еет, цар на Колхида и собственик на Златното руно.
С присъединяването му към аргонавтите, Арг всъщност окрадва собствения си дядо.
По други източници той е син на Арестор, който е баща на Аргус Панопт (великан).